# Karma Police
«Karma Police» es una canción del disco OK Computer, de Radiohead. Aunque el disco salió a la venta en 1997, la canción se presentó en 1996, cuando el grupo hacía de telonero para Alanis Morissette durante su gira llamada Can't Not.
El título proviene de una broma de los miembros de la banda, quienes, frente a cualquier conducta indebida a lo largo de la gira, se burlaban y decían "no importa, tarde o temprano al culpable se lo va a llevar la policía del karma".
Una versión en vivo de esta melodía, tocada con un piano Fender rhodes en Late Show with David Letterman, fue agregada para un documental sobre la banda llamado Meeting People Is Easy.
En 2021, la revista Rolling Stone ubicó esta canción en el puesto número 279 en su lista de las 500 mejores canciones de todos los tiempos.

## Lista de canciones
- CD 1

1. «Karma Police»
2. «Meeting In The Aisle»
3. «Lull»

- CD 2

1. «Karma Police»
2. «Climbing Up The Walls» (Zero 7 Mix)
3. «Climbing Up The Walls» (Fila Brasilia Mix)

## Posicionamiento en listas
| Listas (1997–2013)                          | Mejor posición |
| ------------------------------------------- | -------------- |
| Bélgica (Flandes) (Ultratip Bubbling Under) | 9              |
| Bélgica (Valonia) (Ultratop 50)             | 35             |
| Dinamarca (Tracklisten)                     | 15             |
| Finlandia (OFC)                             | 15             |
| Francia (SNEP)                              | 153            |
| Irlanda (IRMA)                              | 15             |
| Países Bajos (Mega Single Top 100)          | 50             |
| Nueva Zelanda (Recorded Music NZ)           | 32             |
| Reino Unido (UK Singles Chart)              | 8              |
| Estados Unidos (Alternative Airplay)        | 14             |

## Versiones
El argentino Palo Pandolfo realizó una versión en español de la canción para su disco Antojo.
Su compatriota Pedro Aznar también tocó la canción en vivo durante la gira de su álbum Contraluz.
Shefitta and Sabbaba realizó una versión de esta canción con el Sello La octava Nota. En el año 2013
En el año 2006 es incluida en el álbum "Radiodread" de la banda "Easy stars all stars"
El EstadoUnidense Oliver Tree, bajo el nombre de "Tree" hizo su propia versión en 2013

En diciembre de 2023 la banda post-hardcore, Pierce The Veil lanzó su versión en vivo en el canal de Youtube de la cadena australiana Triple J. Posteriormente en el 2024 lanzarían su versión de estudio.